# Zittauer Gebirge
Zittauer Gebirge är ett bergsområde i sydöstra Tyskland vid gränsen mot Tjeckien, närmare bestämt den tyska delen av ett större bergsområde som kallas Lausitzer Gebirge (tjeckiska: Lužické hory) och som i sin tur är en del av Sudeterna.
Regionen utgör en vattendelare mellan floder som flyter mot Nordsjön och floder mot Östersjön. Kända floder som har sin källa i bergsområdet är Neisse (över floden Oder till Östersjön) och Spree (över floderna Havel och Elbe till Nordsjön). De högsta topparna är Lausche (793 meter över havet) och Hochwald (749 m). Vid dessa berg finns skog med flera arter lövträd men i övriga delar av Zittauer Gebirge växer vanligen arter av gran- eller tallsläktet.
Liksom det angränsande Elbsandsteingebirge ger Zittauer Gebirge många tillfällen till bergsklättring. Tidigare var regionen känd som vintersportcentrum men på grund av snöfattiga vintrar sedan 1990-talet har antalet besökare minskat kraftigt under den kalla årstiden.

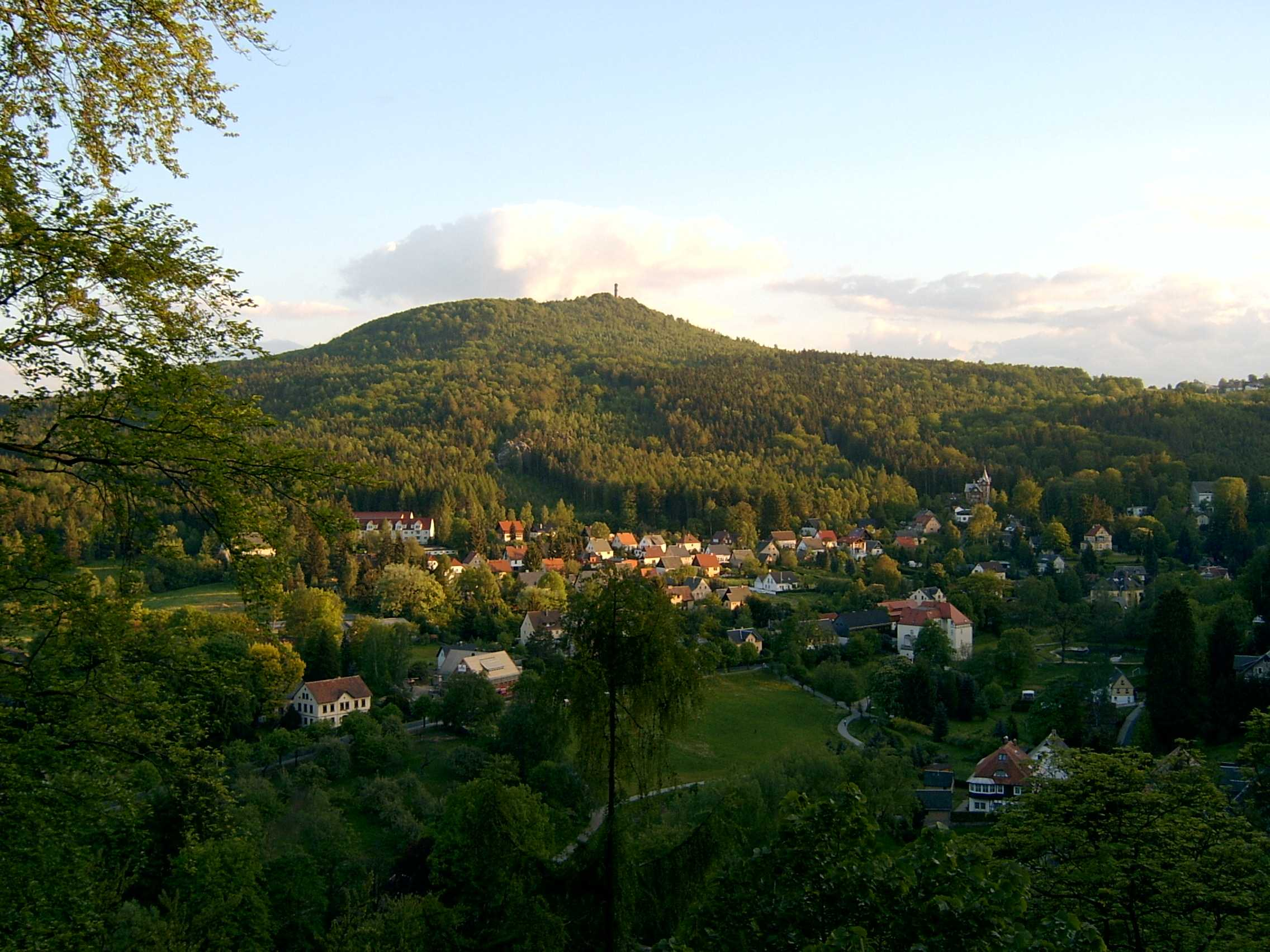
Vy mot berget Hochwald
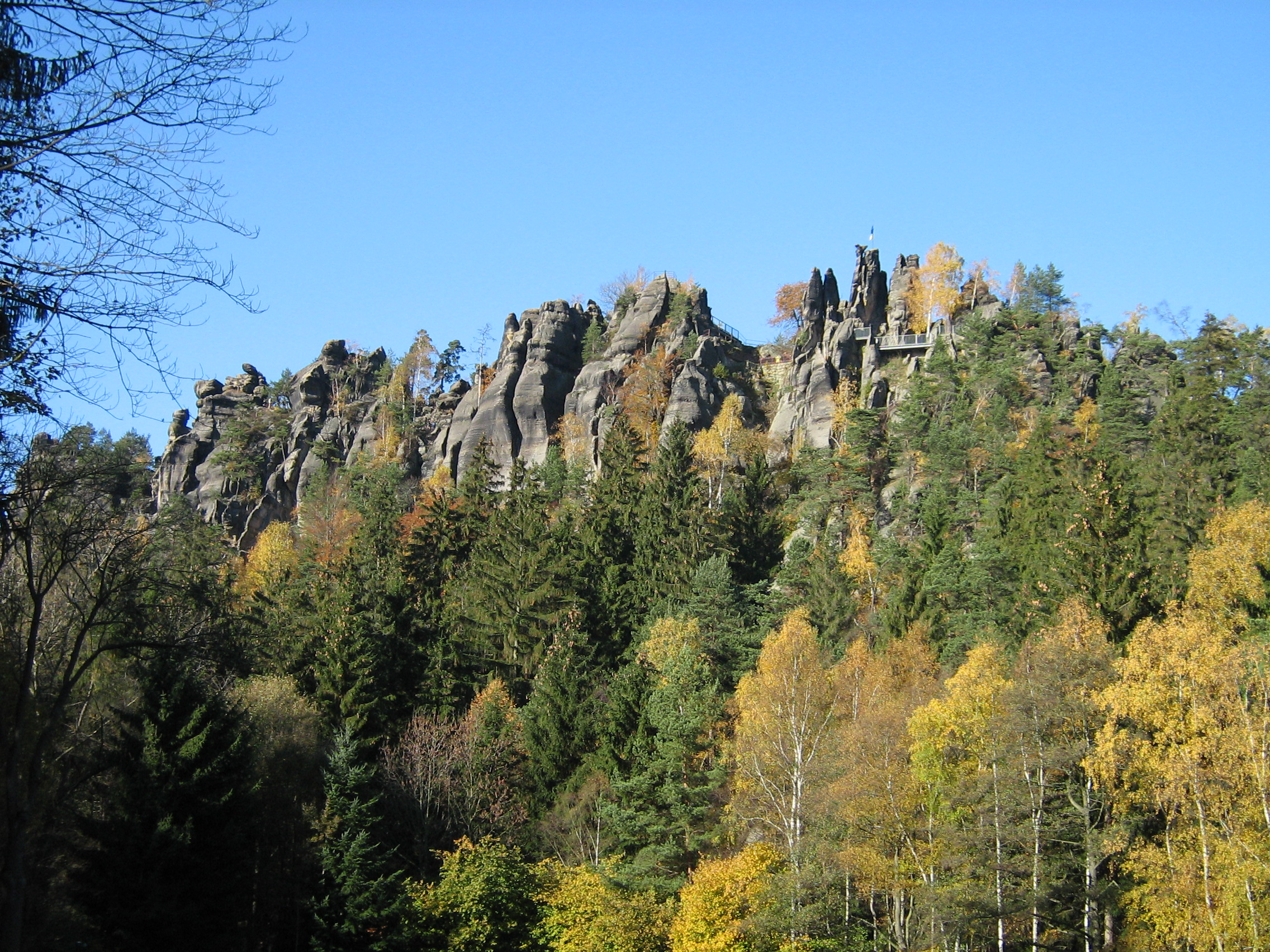
Toppar för bergsklättring
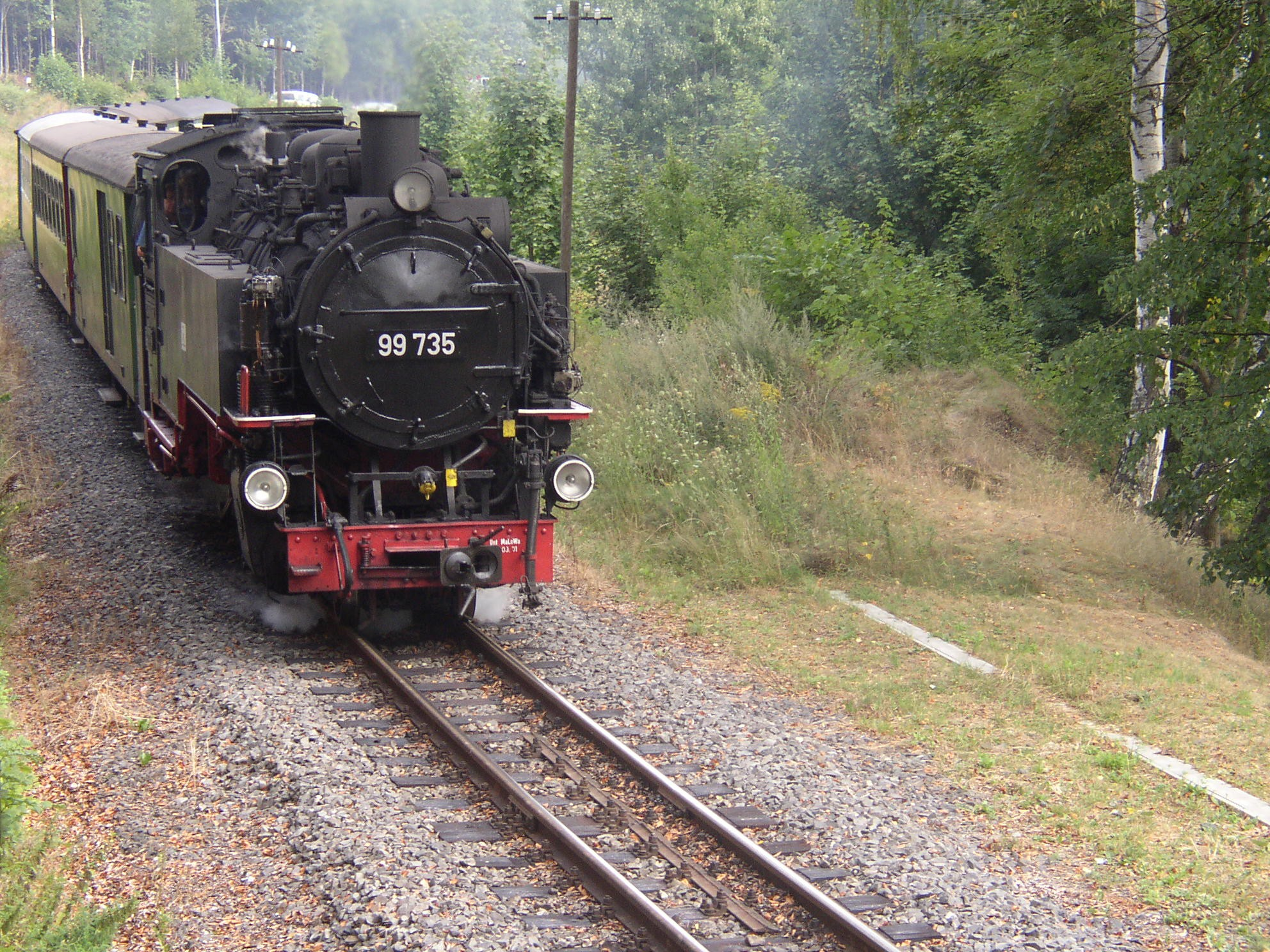
Regionens järnväg med smalspår